# Méier
Méier é um bairro de classe média localizado na Zona Norte do município do Rio de Janeiro, no Brasil. O bairro é o histórico centro da "Área dos Engenhos", que hoje é conhecida como Grande Méier  e é uma subprefeitura desde 2013. Em função disso, possui um vasto comércio e variedade de serviços e transportes, ainda que não seja um dos maiores bairros do município. No bairro se localiza um dos primeiros shopping centers do Brasil, o Shopping do Méier, inaugurado em 1963. Apresenta duas aparências urbanas distintas, uma mais agitada, comercial, nas áreas próximas da Rua Dias da Cruz e da estação ferroviária; e outra mais calma, nas ruas mais residenciais.

## História

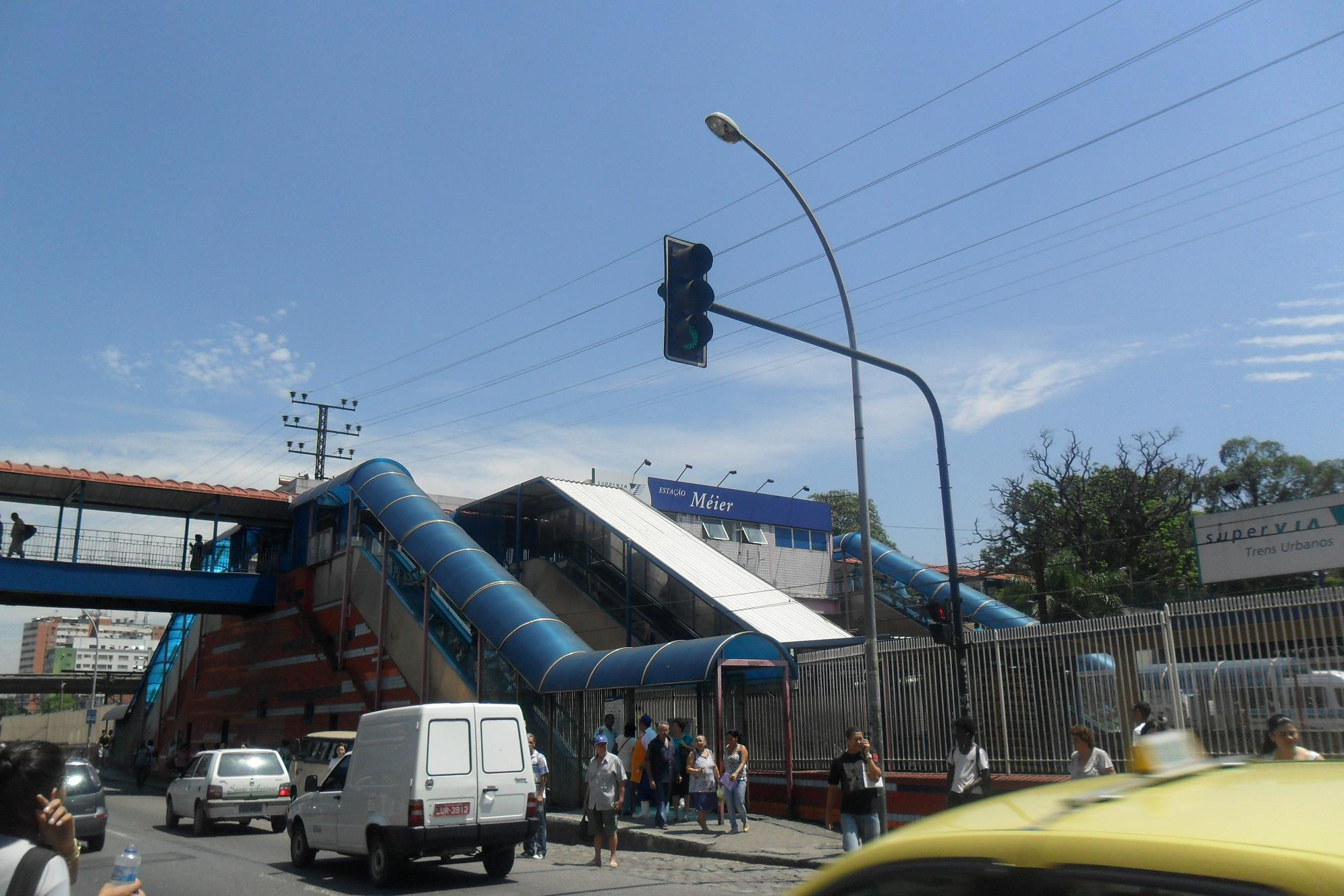
Estação Méier, do ramal ferroviário de Santa Cruz, e avenida Amaro Cavalcanti.

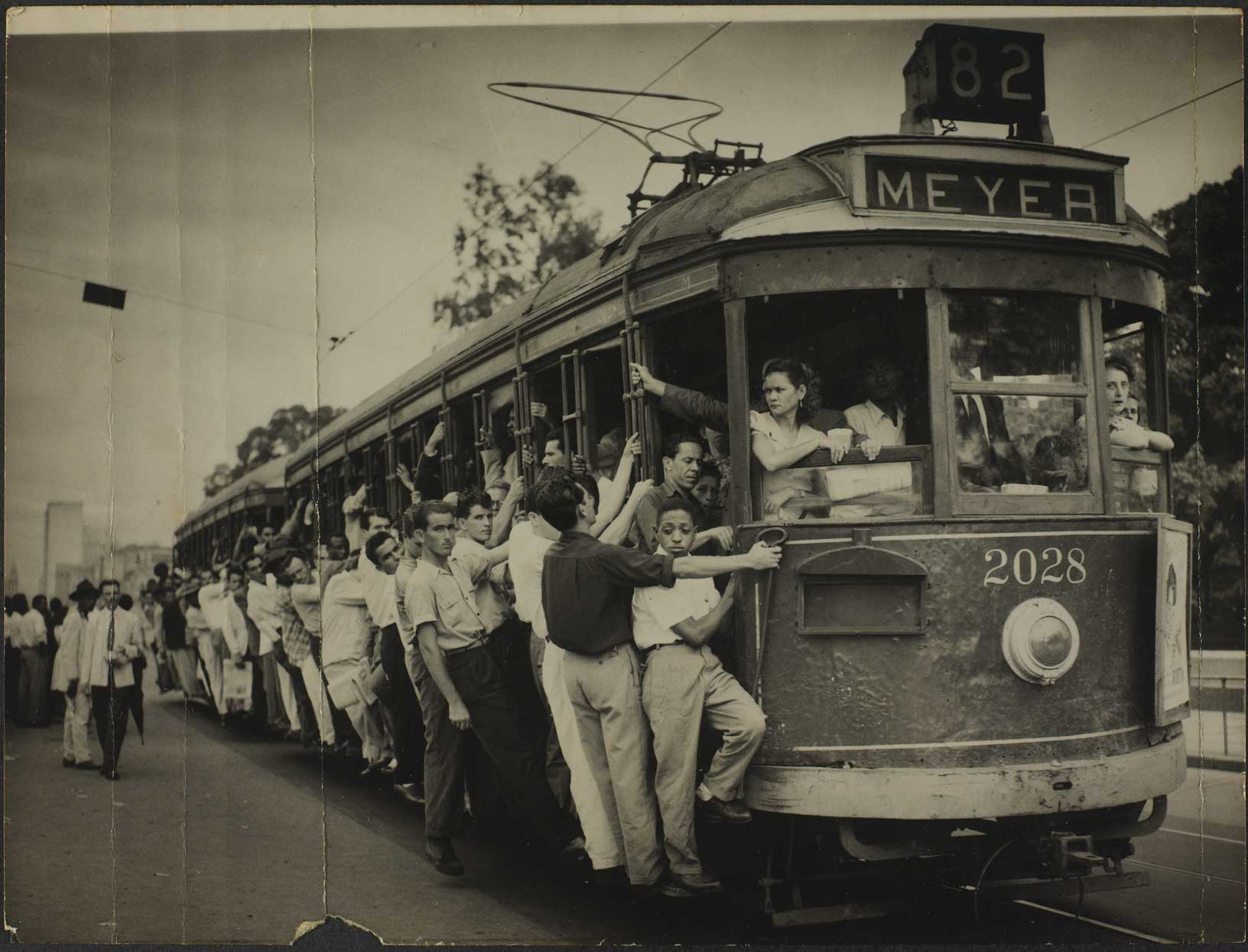
Bonde destino Meyer - Acervo Digital Afro-Brasileiro

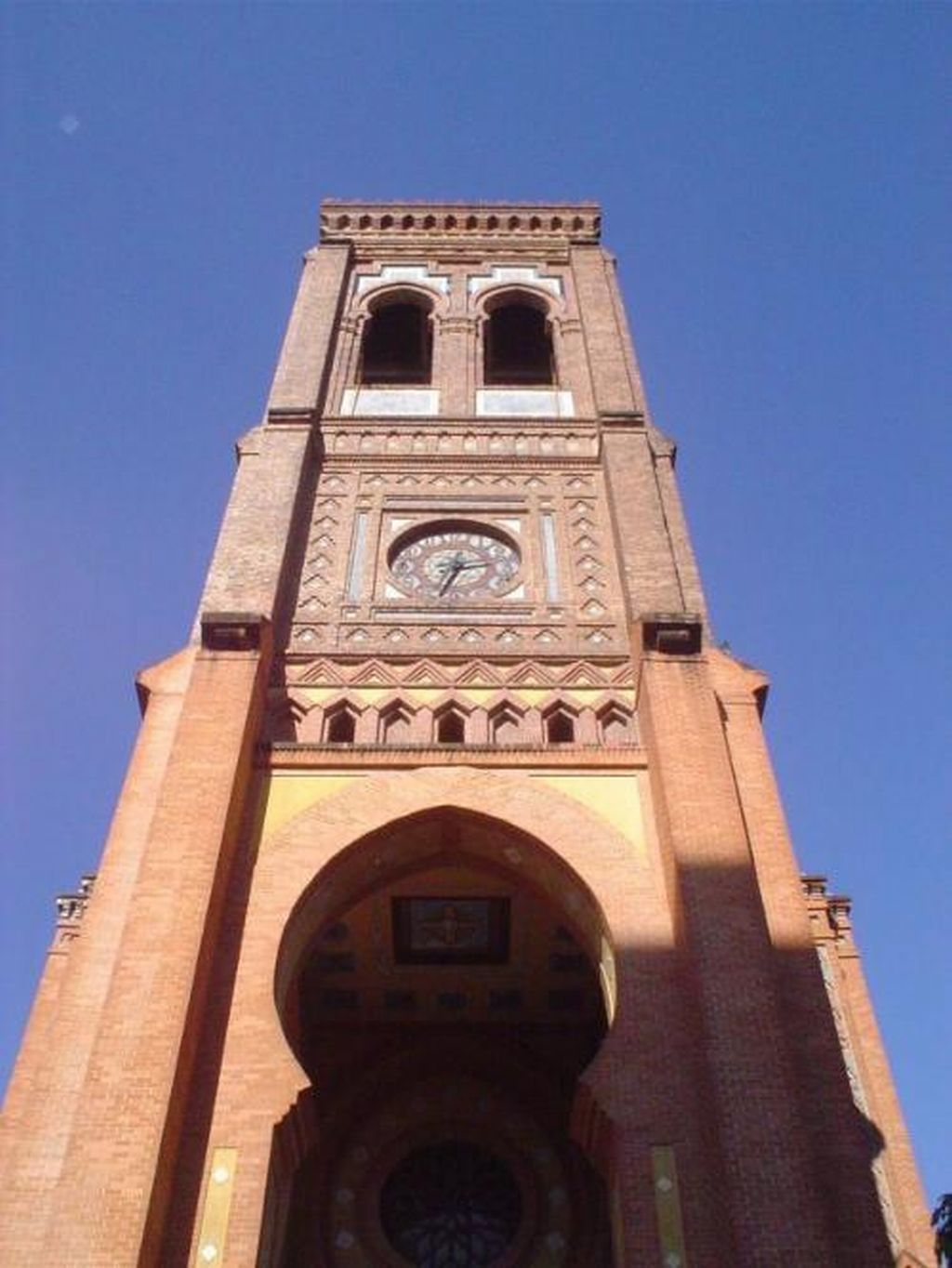
Igreja do Imaculado Coração de Maria, no bairro do Méier.

No século XVIII, o bairro era uma fazenda de cana-de-açúcar. Em 1760, houve desentendimentos entre os jesuítas (os donos da fazenda) e a Coroa Portuguesa, que os expulsou do Rio de Janeiro. A fazenda, então, foi dividida em três partes: Engenho Novo, Cachambi e São Cristóvão. Em 1884, Dom Pedro II presenteou um amigo com parte das terras. Esse amigo tinha o nome de Augusto Duque Estrada Meyer, (filho do comendador Miguel João Meyer, português de origem alemã e um dos homens mais ricos da cidade no final do século XVIII), conhecido como "camarista Meyer" por ter livre acesso às câmaras do Palácio Imperial.
Por sua causa, a região ficou conhecida como "Meyer" (pronuncia-se "Maier"). Depois de certo tempo, os moradores aportuguesaram o termo para "Méier". Os primeiros habitantes da região eram escravos fugidos que formaram quilombos na Serra dos Pretos-Forros.
Cortado pela Estrada de Ferro Central do Brasil, a história do Méier se confunde com a dos trens. O aniversário da sua estação ferroviária é utilizado como data de fundação do bairro: 13 de maio de 1889. A estrada de ferro foi de extrema importância para o início de um acelerado progresso da região, que é, atualmente, conhecida como Grande Méier. A partir da década de 1950, o bairro explodiu demográfica e comercialmente. Em 1954, o bairro ganhou o Cine Imperator, na ocasião, a maior sala de cinema da América Latina, com 2 400 lugares. Em seguida, foi a vez do Shopping do Méier se instalar no bairro. Foi o primeiro do gênero a ser inaugurado no Brasil.
Um dos grandes problemas atuais do Méier é o trânsito. O aumento de tráfego após a implantação da Linha Amarela, somado às vias de acesso que ainda mantém um dimensionamento obsoleto, complicam o trânsito na região, tornando-o, por vezes, caótico. Quem vem do Centro enfrenta congestionamentos na rua 24 de Maio e quem sai da Linha Amarela observa trânsito lento principalmente no horário do rush em ruas como Arquias Cordeiro, Borja Reis e Dias da Cruz, essa última sendo a principal do bairro e tendo apenas duas pistas em algumas partes, uma de ida e outra de volta.
O Méier é o 17º bairro carioca com maior IDH, de 0,931, sendo um dos mais valorizados da Zona Norte do município na 4ª posição, só perdendo para o Jardim Guanabara (0,962), Maracanã (0,944) e o Grajaú (0,938), estando a frente de bairros "rivais" nesse quesito dentro da Zona Norte como Tijuca (0,926), Vila da Penha (0,911), Vila Isabel (0,909) e Portuguesa (0,904).
| “                                                    | É o Méier o orgulho dos subúrbios e dos suburbanos. | ” |
| — Lima Barreto em "Feiras e Mafuás" (póstumo), 1956, |                                                     |   |

## Dados demográficos
- Área territorial (2003): 247,09 ha (84º)[5]
- Total da população (2000): 51 344 (30º)[5]
- Total de domicílios (2000): 17 568 (28º)[5]

## Educação e lazer

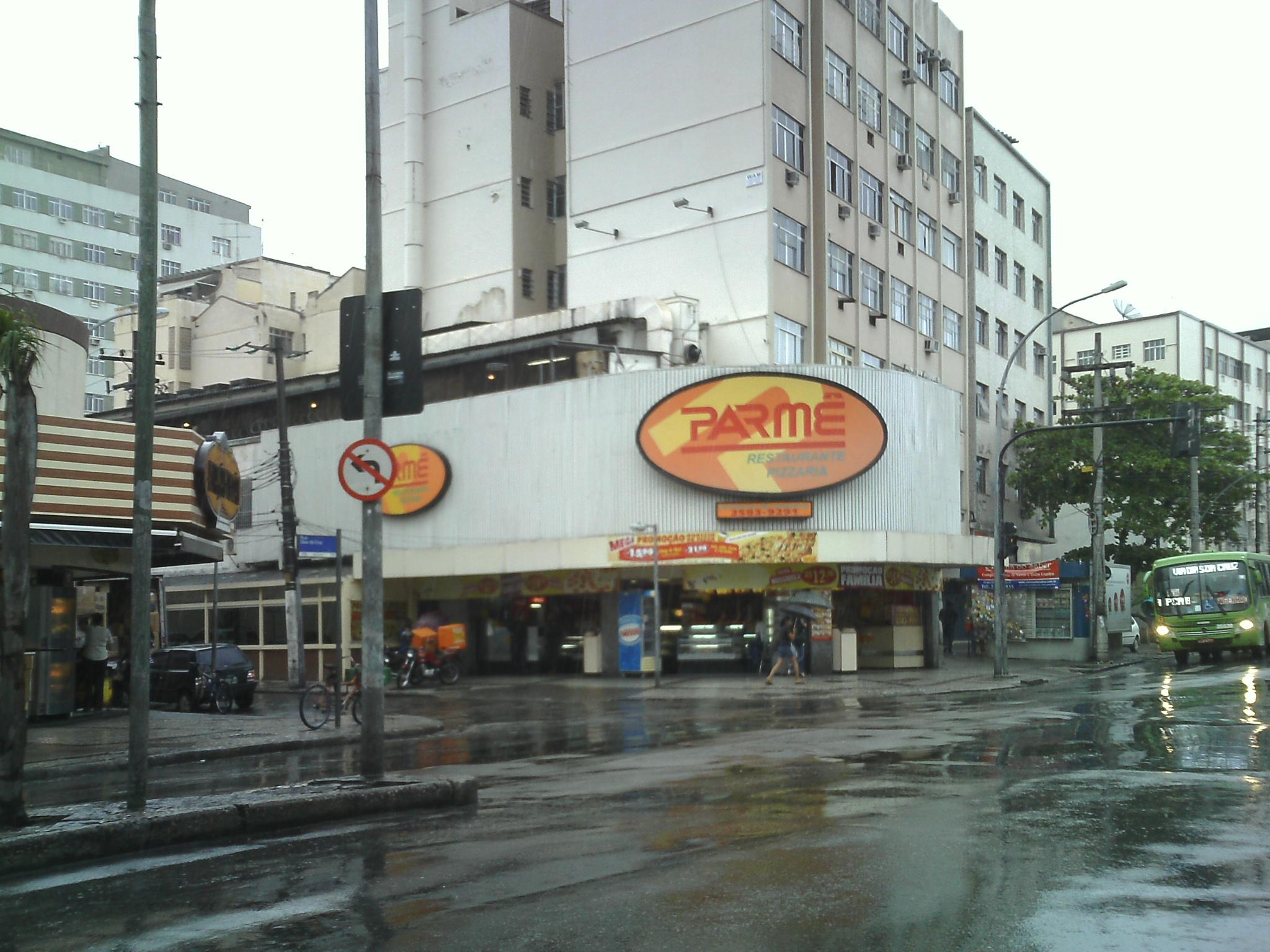
Rua Dias da Cruz, principal do Méier.

O bairro possui, hoje, campi de universidades, diversas escolas particulares, escolas estaduais e municipais. Destacam-se o Colégio Imaculado Coração de Maria fundado em 1914 na antiga rua Imperial, atual Aristides Caire e o Colégio Metropolitano (atual Colégio QI), fundado em 1932 na rua Lopes da Cruz (onde hoje fica o Shopping do Méier) e que tem duas unidades no bairro. Destaca-se, também, o Instituto Nícia Macieira, fundado em 1952.
O Méier também possui uma escola bilíngue. O governo do Estado inaugurou o Colégio Estadual Hispano-Brasileiro João Cabral de Melo Neto, onde as aulas são ministradas em português e espanhol.

## Saúde
O Méier conta com o Hospital Municipal Salgado Filho, um dos hospitais de emergência da rede de saúde da Prefeitura do Rio de Janeiro. O hospital iniciou suas atividades em 12 de outubro de 1920 sob a denominação Serviço Auxiliar do Pronto Socorro do Méier. Em 28 de novembro de 1951, trocou de nome para Dispensário do Méier. Somente em 27 de março de 1963, recebeu a sua atual denominação. Em 17 de março de 1977, o novo Hospital Municipal Salgado Filho, com um bloco principal (subsolo e sete andares), possuindo dois anexos (um com três e outro com dois andares) foi inaugurado pelo prefeito Marcos Tamoio e pelo seu secretário de Saúde, doutor Felippe Cardoso Filho. Na Rua Ana Barbosa, está situado o posto de atendimento municipal César Pernetta.
Próximo ao Méier, no bairro Todos os Santos, está situado o Hospital Pasteur, inaugurado em 2005. Com atendimento 24 horas, possui emergência, clínica médica, ginecologia/obstetrícia, cirurgia geral, ortopedia e radiologia.

## Ruas mais valorizadas
- Rua Barão de São Borja
- Rua Carijós
- Rua Vilela Tavares (entre rua Carijós e rua Dias da Cruz)
- Rua Carolina Santos (entre rua Carijós e rua Dias da Cruz)
- Rua Dias da Cruz (no trecho entre rua Vilela Tavares e rua Carolina Santos) - a região é uma espécie de quadrilátero de altos valores no bairro
- Rua Comendador Philips
- Rua Salvador Pires
- Rua Padre Ildefonso Penalba (entre rua Coração de Maria e rua Getúlio)
- Rua Coração de Maria (entre rua Salvador Pires e rua Castro Alves)

## Cultura

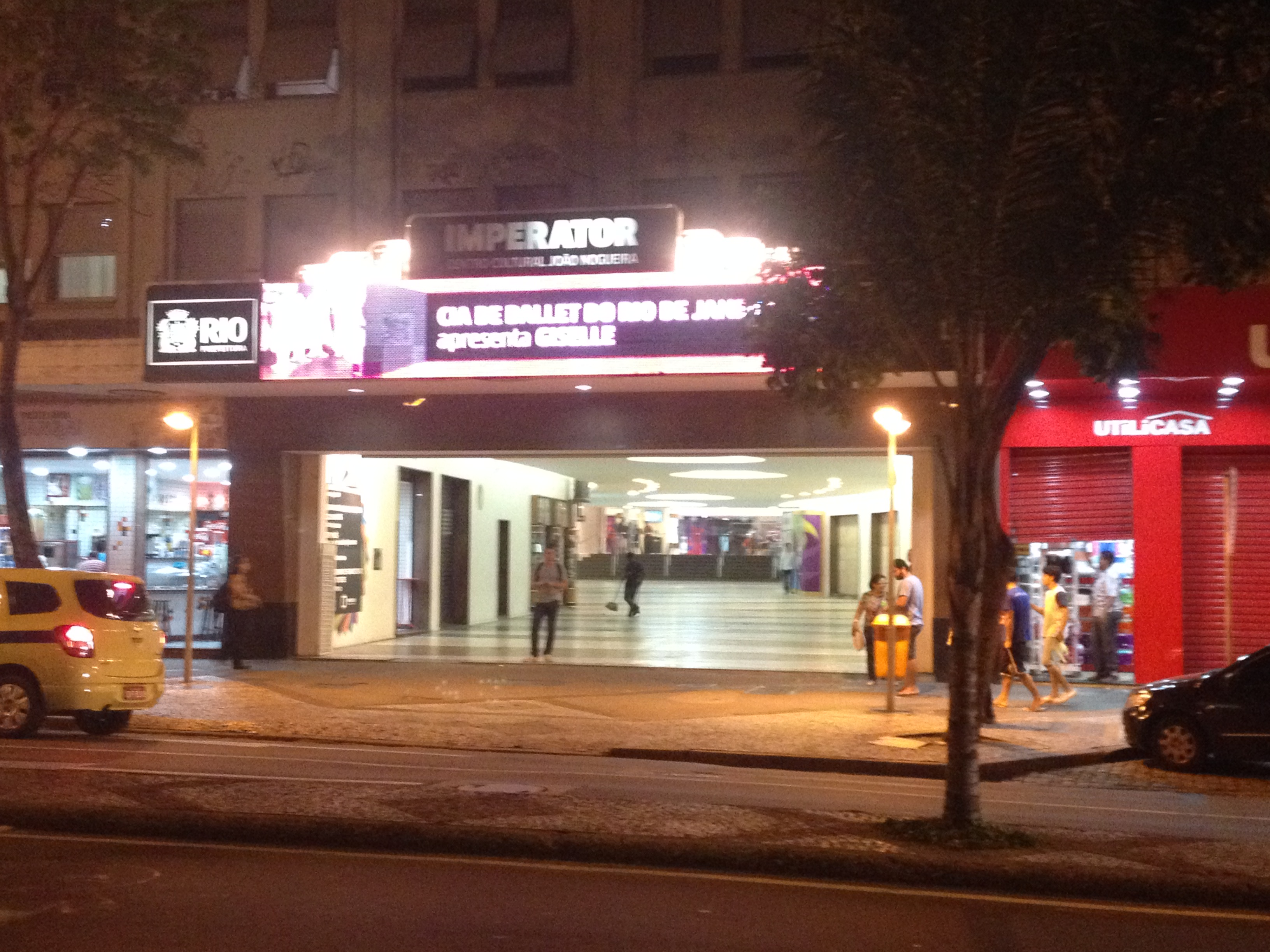
Imperator - Centro Cultural João Nogueira, antigo Cine Imperator.

O bairro já possuiu quatro cinemas. O mais famoso deles é o Cine Imperator. Os outros são: Art Méier (na rua Silva Rabelo) e Bruni Méier (na rua Amaro Cavalcanti) e o Paratodos (na rua Arquias Cordeiro). Em 1991, o Imperator foi transformado em casa de espetáculos, mas acabou encerrando suas atividades, em 1995. Todos os demais cinemas também foram fechados ou transformados em igrejas protestantes, porém, com a reabertura do Imperator (como Centro Cultural João Nogueira), em parceria com a Prefeitura do Rio, o grupo Severiano Ribeiro inaugurou 3 novas salas de cinema, o Cinecarioca Méier. O novo cinema conta com um padrão de qualidade equivalente ao UCI do Norte Shopping, e ganhou o gosto dos moradores do bairro por sua localização privilegiada (rua Dias da Cruz, 170, 2º andar) e seu conforto, qualidade de imagem e som e salas com assentos espaçosos e de braços móveis.
O bairro conta com o Centro Coreográfico do Rio, fundado em 1973, que teve entre suas alunas a atriz Adriana Esteves e a jornalista e apresentadora Fátima Bernardes. O ator e diretor Jorge Fernando foi criado no bairro.
O local onde funcionava o antigo Imperator hoje abriga o Centro Cultural João Nogueira. O governador Sérgio Cabral e o prefeito Eduardo Paes assinaram acordo de cessão do terreno onde funciona o Centro, que pertencia ao Estado e passou a ser do Município. O espaço possui três salas de cinema (sob direção do grupo Severiano Ribeiro), teatro, galeria de exposições e restaurantes, com previsão de custo inicial de 21 milhões de reais. A previsão de inauguração foi de 20 de janeiro 2012, porém só ocorreu meses depois.[carece de fontes?]

## Gastronomia

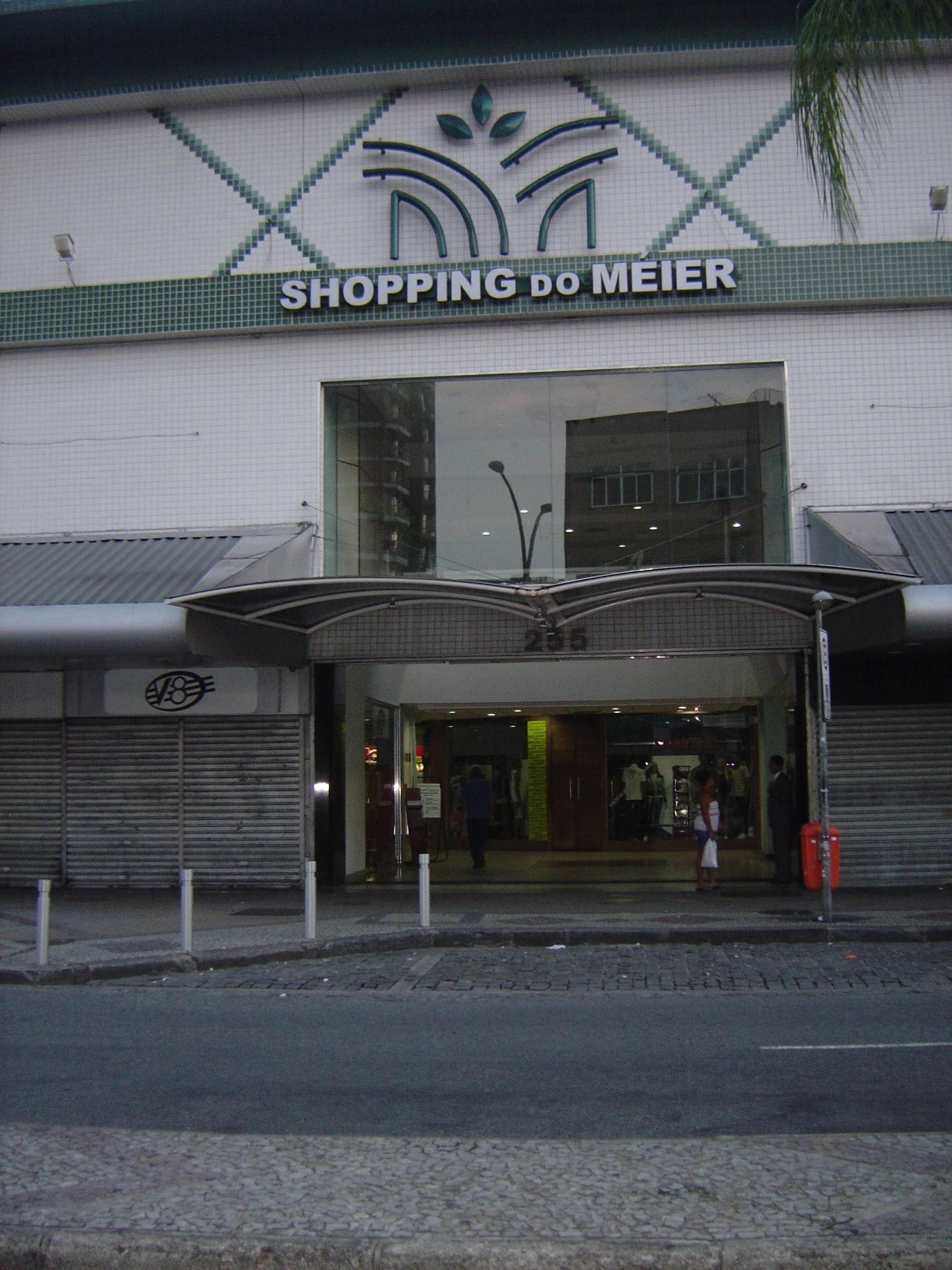
Shopping do Méier, na rua Dias da Cruz.

A prefeitura determinou a criação do Polo Gastronômico do Alto Méier, no dia 27 de abril de 2016. Os estabelecimentos ficam situados na rua Galdino Pimentel. Entre eles estão: Bar do Adão, Vizinhando, Choperia Cometa Express, Urbano Hamburgueria e Japinha Carioca.

### Locais relevantes
- Associação das Escolas de Samba da Cidade do Rio de Janeiro
- Basílica do Imaculado Coração de Maria
- Baixo Méier
- Centro Cultural João Nogueira (CineCarioca Méier)
- Praça Jardim do Méier
- Sport Club Mackenzie
- Shopping do Méier
- Méier Off Shopping
- Galeria Condado de Estoril
- Fórum Regional do Méier

## Transporte

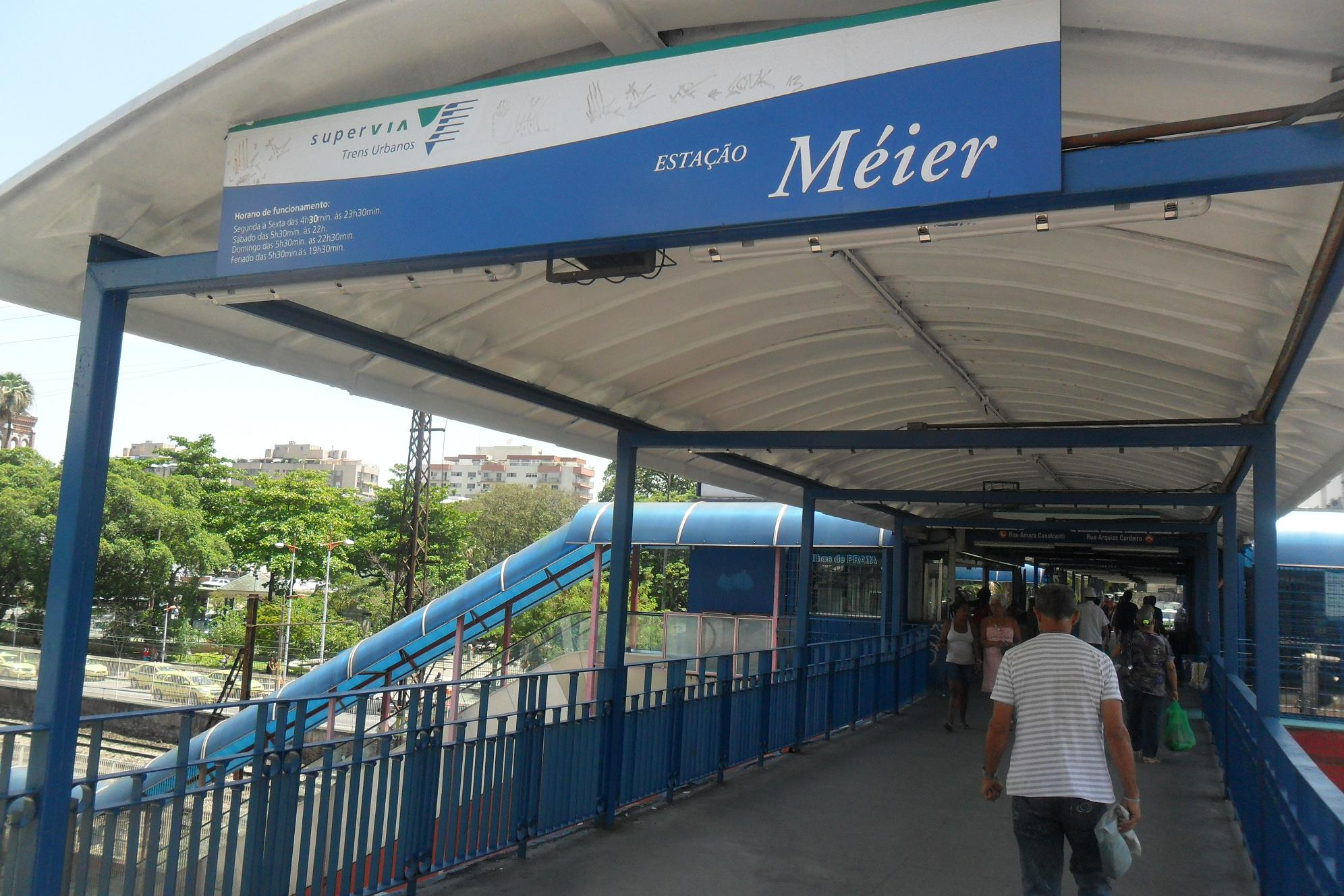
Estação Méier.

### Trens
O bairro possui duas estações de trens urbanos da SuperVia: a Estação Méier, na qual param os trens da Linha Deodoro. Já na Estação Silva Freire é possível embarcar em trens diretos das linhas Santa Cruz e Japeri.

### Ônibus
O bairro possui dois terminais rodoviários: o Terminal Rodoviário Américo Ayres (ponto final/regulador de oito linhas e de dezesseis itinerários) e o Terminal Rodoviário Gelton Pacciello da Motta (ponto final/regulador de sete linhas e de quinze itinerários). Ao todo, são 93 itinerários e 55 linhas operadas por 23 empresas que permitem acesso para diversos outros bairros da cidade.

## Gravações
A telenovela Pecado Capital da Rede Globo, em sua primeira versão exibida em 1975, foi ambientada em grande parte no bairro e em sua estação ferroviária. O filme Vai que Cola, de 2015, também teve parte de sua história filmada no bairro.